# Szczukwin
Szczukwin – wieś w Polsce położona w województwie łódzkim, w powiecie łódzkim wschodnim, w gminie Tuszyn. 
Wieś biskupstwa włocławskiego w powiecie piotrkowskim województwa sieradzkiego w końcu XVI wieku. W latach 1975–1998 miejscowość administracyjnie należała do województwa piotrkowskiego.
W miejscowości znajduje się kopalnia górnicza zajmująca się wydobywaniem piasku, żwiru oraz kruszywa oraz jednostka Ochotniczej Straży Pożarnej.